# Tækkearbejde
|  | Denne artikel er oprettet af botten Steenthbot ud fra en ekstern database. Den kan derfor have sproglige fejl eller mangler. Denne skabelon kan fjernes efter kontrol af indholdet. |

Tækkearbejde er en dansk dokumentarisk optagelse fra 1950.

## Handling
Rømø, 14/7 1950.